# Calamaria margaritophora
Calamaria margaritophora — вид змій родини полозових (Colubridae). Ендемік Індонезії.

## Поширення й екологія
Calamaria margaritophora відомі за низкою зразків, зібраних в центральній частині Суматри. Вони живуть у вологих рівнинних діптерокарпових лісах, на висоті від 500 до 1000 м над рівнем моря.